# Banda MS
La Banda Sinaloense MS de Sergio Lizárraga, plus connue sous le nom abrégé de Banda MS est une Banda de Sinaloa, créée vers 2003-2004, à Mazatlán, par un groupe d'amis musiciens et qui s'est transformée, sous l'impulsion de Sergio Lizárraga Lizárraga qui a renoncé à sa carrière de musicien pour celle de manager du groupe, et à force de travail, en l'une des institutions les plus populaires de ce style de musique. Banda Ms est célèbre pour avoir ouvert la voie à la musique de banda et à la musique régionale mexicaine en général, les portes de grandes salles de concert américaines dans lesquelles aucun artiste du genre ne s'était jamais produit. Banda MS est l'orchestre phare du catalogue de Lizos Music, une maison de disque, créée en 2014, par Sergio Lizárraga pour faciliter la publication des œuvres et la promotion des tournées de la banda. Les initiales "MS" veulent simplement dire "de Mazatlán, Sinaloa".

## Chronique
L'orchestre a été créé en 2003 autour de Sergio Lizárraga Lizárraga et de son frère Alberto, par un groupe d'amis dont certains avaient néanmoins déjà collaboré avec des bandas renommées comme la Banda La Costeña ou La Original Banda El Limón. Les débuts officiels de l'orchestre ont lieu, le 20 juin 2003, dans un restaurant assez modeste de Mazatlán.
Il enregistre son premier disque en 2004 qui contient surtout des chansons écrites par Oswaldo Sílvas qui est l'un des deux chanteurs.
Julion Alvarez (es) a été l'une des premières voix de Banda MS jusqu'à ce qu'il décide d'entreprendre une carrière de soliste. Il avait fait la connaissance d'Alan Ramirez lorsqu'il était lui-même chanteur de la banda Mr. Lobo dans laquelle Alan était trompettiste, et l'avait recommandé à Sergio Lizárraga et à Waldo Silva. Le départ de Julion Alvarez, en 2007, était lié à des désaccords relatifs à la manière de conduire la stratégie de carrière du groupe et n'a jamais entamé les relations amicales que les membres de l'orchestre entretiennent avec le chanteur,.
Jusqu'à la fin de 2015, et la mise en œuvre effective des opérations de Lizos Music, Banda MS n'a jamais perçu de droits sur les enregistrements que le groupe produisait,.
En 2019, l'atelier américain Build-A-Bear WorkShop a créé une mascotte Banda MS sous la forme d'un ours en peluche vêtu de l'uniforme de l'orchestre'.
En janvier 2020, Banda Ms devient la première Banda de Sinaloa qui figure à l'affiche du festival de Coachella. L'orchestre ne s'y est pas produit à cause de l'annulation du festival provoquée par l'épidémie covid-19, mais figure dans le matériel mis en place par les organisateurs afin de répondre à la déception des fans.
En février 2020, Banda MS a reçu du conseil municipal de Los Angeles une reconnaissance officielle pour sa contribution au rapprochement des diverses communautés de la ville.
En septembre 2020, Banda Ms est entrée avec le numéro 26 dans la liste des 300 personnalités entreprises les plus influentes au Mexique du magazine Líderes Mexicanos. La rédaction du journal estime à 90 % la probabilité que l'orchestre figure dans son palmarès en 2021.
En 2020, Banda MS publie Que Maldición une collaboration avec Snoop Dog qui rencontre un véritable succès auprès du public et collecte plus de 69 millions de vues sur YouTube, et suscite l'intérêt des médias internationaux comme Rolling Stone, El País.
En mars 2021, la publication d'une vidéo de promotion de la chanson « La casita », écrite par Eden Muñoz et Omar Tarazon rencontre un véritable succès qui se traduit par 11 millions de visions sur YouTube et plus de vingt millions d'écoutes sur Spotify, en trois semaines. En neufs mois sur YouTube, les diverses publications de la chanson (audio, vidéo et texte) totalisent plus de 140 millions de visions ou d'écoute.
Le 10 octobre 2021, le Comté de San Diego a déclaré le 10 octobre comme étant la « journée de Banda MS de Sergio Lizárraga » afin de reconnaître l'engagement de l'orchestre en faveur des personnes sans-abri et des migrants mineurs isolés. Le groupe qui soutient la fondation Power of One a donné, à cette occasion, deux dollars par billet d'entrée du concert qu'il donnait au Amphithéâtre Credit Union de North Island (en) afin de financer ses actions.
Sur les chiffres publiés par la plateforme de diffusion de musique en flot continu Spotify, Banda MS, s'est classée à la quatrième place des artistes mexicains les plus écoutés au Mexique en 2022.

## La "Balle" d'Alan Ramirez
Le 1er juillet 2016 Banda MS donne, pour la première fois, un concert à l'Auditorium National de Mexico. Trois dates successives sont prévues qui ont lieu a guichets fermés.
Après le concert, Alan Ramirez salue les invités et se rend à sa fourgonnette, accompagné par quelques musiciens et quelques membres de l'équipe de sécurité de l'orchestre pour se changer de vêtement dans l'intention d'aller dîner en ville avec son épouse. Ses amis hésitent entre prendre une salade à l'hôtel InterContinental Présidente où ils résident dont, à cause de l'heure tardive, les restaurants sont fermés et qui ne sert plus que des en-cas. Alan Ramirez iniste pour aller dîner dans une taqueria gastronomique dont il avait récupéré l'adresse. Ils entendent un coup de feu et se précipitent à terre. Alan Ramirez qui a l'arrière du véhicule se rend alors compte qu'il a été touché. Le groupe se rend à l'hôtel où l'on appelle une ambulance qui tarde à arriver, Andrés Osuna, le manager des tournées de Banda MS, et Sergio Lizárraga décident de le conduire à l'Hospital Español, qui est l'établissement le plus proche où les médecins le préparent en vingt minutes et l'opèrent. Il rejoint une chambre de l'hôpital où son épouse et Sergio Lizárraga, les yeux ouverts, quatre heures après. La balle de petit calibre lui a traversé le cou et endommagé un nerfs de la langue.
L'incident déclenche des commentaires, de la part des correspondants de presse et de certains chroniqueurs, qui ne reposent sur rien de concret et entretiennent la légende des « narcocorridos ».
Les insinuations des médias provoquent les réactions indignées des membres du groupe et dès le 2 juillet 2016 en soirée, dans le cadre d'une conférence de presse, Oswaldo Sílvas qui est le porte-parole habituel de l'orchestre à cause de ses facultés d'orateur, met les points sur les "i" sans cheveu sur la langue.
L'orchestre décide de donner les deux concerts encore prévus, dont les billets sont déjà vendus, dans la même salle, et ne procède qu'au minimum de changements possibles au calendrier de la tournée en cours. Daniel Alfredo Montaño l'un des deux chanteurs de la Banda la Misma Misma Tierra, dont Lizos Music gère aussi la carrière, est appelé pour remplacer Alan Ramirez au pied levé et doit apprendre, à marche forcée, les mise en scène, que ce dernier avait prévues pour lui-même.
Alan Ramirez quitte l'Hôpital Espagnol quatre jours après, et selon Andrés Osuna, les enquêteurs de la police confirment qu'il s'agit probablement d'une coïncidence et d'un accident. L'avenue des Campos Elíseos, dans le quartier de Polanco était saturée et ils ont connaissance de règlements de compte à l'arme à feu, entre conducteurs, survenus dans le passé, malgré le réseau de caméras de surveillance, dans ce quartier. Les experts de la police de la capitale confirment rapidement l'hypothèse de l'accident.
Alan Ramirez remonte sur scène avec l'orchestre, le 12 août 2016 à l'Oracle Arena d'Oakland, devant un public de quinze mille personnes,.

## Effectif
Les bandas de Sinaloa, comme tous les groupes musicaux d'une certaine taille sont inévitablement soumis à des changements de personnels qui dépendent non seulement des projets personnels des musiciens, mais souvent aussi des évènements et des accidents de la vie. Les listes de membres sont souvent incomplètes ou publiées avec un décalage dans le temps ou contiennent des erreurs de mise à jour. Banda MS, pour de multiples raisons est connue pour la stabilité de sa composition, néanmoins, une histoire détaillée de ses effectifs est à peu près impossible à dresser. Dans les orchestres, notamment les bandas qui ont des politiques commerciales d'envergure, la plupart des musiciens ont derrière eux plusieurs années d'études dans des conservatoires, des écoles de musique ou à l'université, sont multi-instrumentistes ou exercent des activités que la numérisation de la musique enregistrée ne cessent de diversifier.
| Nom du musicien                      | Numéro fétiche | 2013                      | 2014                      | 2018                      | 2019                      | 2020                      | 2021                      |      |
| ------------------------------------ | -------------- | ------------------------- | ------------------------- | ------------------------- | ------------------------- | ------------------------- | ------------------------- | ---- |
| Alan Manuel Ramírez Salcido          | 11             | Première voix             | Première voix             | Première voix             | Première voix             | Première voix             | Première voix             |      |
| Alberto Lizárraga Lizárraga          | 13             | Clarinette                | Clarinette                | Clarinette                | Clarinette                | Clarinette                | Clarinette                |      |
| Christian Yahir Osuna Arechiga       | 1              | Tambora                   | Tambora                   | Tambora                   | Tambora                   | Tambora                   | Tambora                   |      |
| David Castro Lejarza                 | 25             |                           |                           | Trompette Accordéon       | Trompette Accordéon       | Trompette Accordéon       | Trompette Accordéon       |      |
| Elías Nordahl Piña                   | 10             | Trompette                 | Trompette                 | Trompette                 | Trompette                 | Trompette                 | Trompette                 |      |
| Emiliano Coronel                     |                |                           |                           |                           |                           | Basse                     | Basse                     |      |
| Francisco Javier Hernández Jiménez   | 28             | Seconde voix et Trombone  | Seconde voix et Trombone  | Seconde voix et Trombone  | Seconde voix et Trombone  | Seconde voix et Trombone  | Seconde voix et Trombone  |      |
| Gerson Leos                          | 4              |                           |                           |                           |                           | Piano                     | Piano                     |      |
| Jairo Ernesto Osuna Tirado           | 15             | Clarinette                | Clarinette                | Clarinette                | Clarinette                | Clarinette                | Clarinette                |      |
| José Alonso Viera Valdez             | 8              | Trombone                  | Trombone                  | Trombone                  | Trombone                  | Trombone                  | Trombone                  |      |
| José Ángel Rojas Moreno              | 12             | Trombone                  | Trombone                  | Trombone                  | Trombone                  | Trombone                  | Trombone                  |      |
| José Francisco Iturralde Lizárraga   |                | Trompette                 | Trompette                 | Trompette                 |                           |                           |                           |      |
| José Javier Osuna Samano "El Chiras" | 19             | Armonia                   | Armonia                   | Armonia                   | Armonia                   | Armonia                   | Armonia                   |      |
| Luis Fernando Ibarra Gallardo ,      |                |                           |                           |                           |                           |                           | Trombone                  |      |
| Luis Fernando Osuna Torres           | 29             | Caisses claires (tarolas) | Caisses claires (tarolas) | Caisses claires (tarolas) | Caisses claires (tarolas) | Caisses claires (tarolas) | Caisses claires (tarolas) |      |
| Nicolás Tisnado Viera                | 23             | Armonia                   | Armonia                   | Armonia                   | Armonia                   | Armonia                   | Armonia                   |      |
| Oswaldo Sílvas Carreón               | 7              | Première voix             | Première voix             | Première voix             | Première voix             | Première voix             | Première voix             |      |
| Pavel Josué Ocampo Quintero          | 6              | Clarinette                | Clarinette                | Clarinette                | Clarinette                | Clarinette                | Clarinette                |      |
| Ricardo Nordahl Piña                 | 3              | Trompette                 | Trompette                 | Trompette                 | Trompette                 | Trompette                 | Trompette                 |      |
| Roberto Fausto Sánchez Aguirre       | 17             | Tuba                      | Tuba                      |                           | Tuba                      | Tuba                      | Tuba                      | Tuba |
| Sergio Lizárraga Lizárraga           | 5              | Direction artistique      | Direction artistique      | Tuba                      | Direction artistique      | Direction artistique      | Direction artistique      |      |
| Viktor Sierra                        | 16             |                           |                           |                           | Trombone                  | Trombone                  | Trombone                  |      |

## Reconnaissances publiques
- A l'occasion de son tirage Zodiaque numéro 1549 du 7 novembre 2021, la Loterie Nationale du Mexique (Lotería Nacional para la Asistencia Pública) a émis, sous le signe du Scorpion, un billet destiné à commémorer les dix-huit ans de carrière de la la Banda MS[44].

## Reconnaissances professionnelles

### Premios Billboard de la música latina
| Billboard latin music awards | Catégorie                                                 | Chanson ou album | Résultat |
| ---------------------------- | --------------------------------------------------------- | ---------------- | -------- |
|                              |                                                           |                  |          |
| 2014                         | Hot Latin Songs Artist of the Year, Duo or Group.         | [ 45 ]           | ♕        |
| 2021                         | Hot Latin Songs Artist of the Year, Duo or Group.         | [ 46 ]           | ♔        |
| 2021                         | Regional Mexican Artist Artist of the Year, Duo or Group. | [ 46 ]           | ♔        |

### Spotify awards México
| Premios lo nuestro fantasy logo | Catégorie                                   | Chanson ou album | Résultat |
|                                 |                                             |                  |          |
| 2020                            | Artista Spotify del Año                     |                  | ♕        |
| 2020                            | Artista más seguido                         |                  | ♔        |
| 2020                            | Artista de México más escuchado en el mundo |                  | ♕        |
| 2020                            | Artista de México más escuchado en México   |                  | ♕        |

### Univision - Premios lo Nuestro
| Premios lo nuestro fantasy logo | Catégorie              | Chanson ou album | Résultat |
|                                 |                        |                  |          |
| 2014                            | Álbum del Año Regional | Mi Razón De Ser  | ♕        |

## Concerts qui ont marqué l'opinion
En mai 2014, la Sonorísima de Texcoco, la Original Banda el Limón de Salvador Lizárraga et la La Banda Sinaloense MS de Sergio Lizárraga se produisent devant 150 000 personnes à l'occasion du concert organisé par la Municipalité de Nezahualcóyotl (État de Mexico) afin de fêter le cinquante et unième anniversaire de sa création.
Le 19 mars 2022, Banda MS participe, avec le chanteur sancarleño Henry Jiménez Fernández, Jessi Uribe, à l'animation du Salon de l'Agriculture (Expo San Carlos Internacional) de San Carlos au Costa Rica, devant un public de 20 000 personnes.
Le 20 mars 2022, Banda MS participe à la clôture du Festival de rock Vive Latino à Mexico et vole le spectacleà Pixies et à Groove Armada qui se produisent sur d'autres scènes au même moment. L'espace Claro Música, réservé à l'orchestre, se révèle trop étroit pour recevoir le public qui a quitté la prestation que viennent de terminer Los Fabulosos Cadillacs pour assister à son spectacle, provoquant les critiques de certains fanatiques de musique Rock, qui ne retiennent pas le public de reprendre les refrains des succès du groupe.
Le 21 août 2022, dans le cadre de la Fête Nationale de l'Etat de San Luis Potosi, la Banda MS donne un concert devant un public estimé à plus de 145 000 personnes. L'affluence contraint les organisateurs des évènements à instaurer un filtrage du nombre des personnes présente dans le Théâtre du Peuple (Teatro del Pueblo, l'enceinte installée afin d'accueillir le public pendant les festivités.
Le 15 septembre 2022, à l'occasion des festivités destinées à célébrer le 222e anniversaire du Grito de Independencia et le 115e anniversaire de la fondation de la ville, Banda MS, donne un concert sur la Plaza Mayor de Torreón devant 118 000 spectateurs.

## Popularité
| Média     | Chaîne                                         | Date         | Nombre d'abonnés ou d'auditeurs | Nombre de vues ou de téléchargements |
| --------- | ---------------------------------------------- | ------------ | ------------------------------- | ------------------------------------ |
| YouTube   | Banda MS                                       | 8 mai 2021   | 3 800 000                       | 3 096 859 680                        |
| Instagram | Banda MS de Sergio Lizarraga (@bandamsoficial) | 8 mai 2021   | 3 000 000                       |                                      |
| Facebook  | Banda MS                                       | 8 mai 2021   | 15 000 000                      |                                      |
| Facebook  | Banda MS                                       | 23 août 2022 | 17 000 000                      |                                      |
| Spotify   | Banda MS de Sergio Lizarraga                   | 8 mai 2021   | 9 419 645                       |                                      |
| Spotify   | Banda MS de Sergio Lizarraga                   | 23 août 2022 | 12 154 669                      |                                      |
| Deezer    | Banda MS de Sergio Lizárraga                   | 8 mai 2021   | 1 953 506                       |                                      |

## Sources
- (es) María Celeste, « Banda MS regresa con Alan Ramírez », Al Rojo Vivo, Telemundo,‎ 16 août 2016 (« Banda MS regresa con Alan Ramírez »).
- (es) Lili Oem, « Banda MS ya tiene una mascota », sur EnTodomx, EnTodomx - Entretenimiento, Ecatepec de Morelos, EnTodomx, 16 décembre 2019.
- (es) Fernando Espinoza, « Banda MS aparece entre los 300 Líderes Más Influyentes de la revista Líderes Mexicanos », sur Noroeste, Noroeste, Mazatlán, Culiacán, Editorial Noroeste S.A. de C.V., 4 septembre 2019.
- (es) Líderes Mexicanos, « Los 300: Espectáculos : 26 Banda MS de Sergio Lizárraga »(Archive.org • Wikiwix • Archive.is • Google • Que faire ?), Los 300, Ciudad de México, Líderes Mexicanos (consulté le 11 avril 2020).
- (en) abc 7, « Mexican band Banda MS honored by LA City Council for work bringing communities together », sur abc 7, abc 7 Eyewitness News, arts & Entertainment, Los Angeles, ABC, Inc., KABC-TV, 15 février 2020.
- (en) « Por Mí No Te Detengas - Banda MS de Sergio Lizárraga  •  199 Millions de vues  •  498 000 "J'aime" », Coachella Valley Music and Arts Festival, Los Angeles, Goldenvoice, LLC, Anschutz Entertainment Group (AEG) « Coachella 2020 : la programmation, Playlist  • YouTube Music »,‎ 2021 (lire en ligne).
- (es) Gustavo Adolfo Infante, « « Banda MS » », El minuto que cambió mi destino, Ciudad de México, Imagen TV, Imagen Entretenimiento,,‎ 6 août 2017.
- (es) Juan Carlos Gamboa, « Así fue la entrada de Alan Ramírez y la salida de Julión Álvarez de Banda MS », sur Bandamax TV, Ciudad de México, Televisa S.A. de C.V, 26 mars 2020.
- (es) Isela Morales, « Se casa Alan Ramírez, vocalista de Banda MS : El intérprete del tema Sin evidencias se casó en Catedral », sur Noroeste, Mazatlán, Editorial Noroeste S.A. de C.V., 7 novembre 2015.
- (en) Claire Shaffer, « Hear Snoop Dogg, Banda MS Fuse Mexican Folk With G-Funk in ‘Que Maldición’ : Snoop fulfills his longtime dream of producing a banda track with regional Mexican stars », sur RollingStone, Rolling Stone, Rolling Stone, LLC, Penske Business Media, LLC, 30 avril 2020.
- (es) Jesus Camacho, « 350 mil asistentes desbordan instalaciones de la FENAPO 2022 : Así lució el Teatro del Pueblo de la FENAPO 2022 en el concierto de la Banda MS, donde se alcanzó un nuevo récord de asistencia. » [html], Noticias de interés, sur Lider Empresial, Lider Empresarial, San Luis Potosi, Grupo Lider Empresarial, 22 août 2022
- (es) Marcela Giraldo, « Banda MS », sur Latido Music, Latido Music, Los Angeles, GoDigital Media Group, 26 mars 2020.
- (es) Escorpión Dorado, « Julión Álvarez revela que lo corrieron de la "Banda MS" y el poco sueldo que ganaba con ellos », sur El Heraldo de México, El Heraldo de México, Ciudad de México, El Heraldo de México, 31 mars 2020.
- (en) « Banda Sinaloense MS de Sergio Lizárraga, Con Todas Las Fuerzas, Credits », sur All Music, AllMusic, Goshen, Netaktion LLC, 12 octobre 2018.
- (es) Dirección de comunicación social, « Más de 150 mil personas asistieron al concierto de la Banda MS y la Original Banda El Limón en Nezahualcoyotl », sur ipomex, Actes relatifs à la transparence, Nezahualcóyotl, Municipalité de Nezahualcóyotl, 3 mai 2014.
- (es) Los Guapos de la Banda, « Integrantes Banda MS », sur Facebook, Los Guapos de la Banda :3, Tepic, 18 mai 2013.
- (es) Juan Carlos Gamboa, « Gente de Maza presenta corrido inspirado en Alan Ramírez : El grupo dio a conocer el tema y video de 'El Once', basados en la vida del vocalista de Banda MS », Bandamax, Ciudad de México, Televisa S.A. de C.V., 7 février 2019.
- (en) Leila Cobo, « Banda MS Celebrates 15 Years of Success: 'We've Broken Paradigms' », sur Billboard, Billboard, New York City, Billboard Media, LLC., 11 décembre 2018.
- (es) Noticiias espetaculos, « Reaparece cantante de la Banda MS : Cerca de 15 mil personas acompañaron al cantante en el Oracle Arena de Oakland, California, luego de su recuperación tras sufrir un ataque en la Ciudad de México », sur El Universal, El Universal, Ciudad de México, El Universal, Compañía Periodística nacional, S.A. de C.V., 13 août 2016.
- (es) Reporteros en movimiento, « Más de 150 mil personas asistieron al concierto de la Banda MS y la original Banda El Limón en Nezahualcoyotl », Reporteros en Movimiento, Estado de México, Juan Lázaro, 3 mai 2014.
- (en) « Endorsing Artists: Pavel Ocampo », sur Légère Reeds LTD, 31 décembre 2020 (consulté le 27 mai 2021).
- (es) Redaccion, « El tema ‘La casita’, de la Banda MS, se apodera del primer lugar de popularidad en plataformas musicales : La Banda MS mantiene la tendencia y este tema se convierte en el sencillo número 20 en posicionarse de manera oficial en el primer lugar en los monitoreos que emiten las empresas especializadas », sur Noroeste, Noroeste, Mazatlán, Culiacán, Editorial Noroeste S.A. de C.V., 25 mars 2021.
- (es) Redacción Joaquín López-Dóriga (directeur de la publication), « “Creí que iba a morir”: Alan Ramírez, vocalista de Banda MS », sur López-Dóriga Digital, López-Dóriga Digital, México, Premium Digital Group SAPI de CV, 25 juillet 2016.
- (es) Isis Sauceda, « Alan Ramírez, vocalista de banda MS, cuenta en sus propias palabras lo que sucedió el día que fue baleado : Alan Ramírez, vocalista de Banda MS, cuenta en detalle todo lo que sucedió el día que fue impactado por un fragmento de bala. (Alan Ramírez, chanteur de Banda MS, raconte en détail tout ce qui s'est passé le jour où il a été touché par un fragment de balle.) » [« Alan Ramírez, chanteur du groupe MS, raconte avec ses propres mots ce qui s'est passé le jour où on lui a tiré dessus »](Archive.org • Wikiwix • Archive.is • Google • Que faire ?), Meredith Latino Network, sur People en Español, People en Español, Los Angeles, Meredith Corporation, 25 juillet 2016.
- (es) Soy502, « Alan Ramírez, vocalista de la Banda MS, fue baleado en México », Soy502, Ciudad de Guatemala, Código Digital, S.A., 3 juillet 2017.
- (es) David Ordaz, « Balean a vocalista de la Banda MS después de ofrecer concierto en el Auditorio Nacional : Alan Manuel Ramírez fue atacado cuando llegaba al hotel donde se hospeda; fue ingresado al Hospital Español de Polanco. », sur Aristegui Noticias, Aristegui Noticias, Ciudad de México, Aristegui Noticias Network, 2 juillet 2016.
- (en) Tere Aguilera, « Banda MS Singer Alan Ramirez Stable After Being Shot in Mexico City », sur Billboard, Billboard, New York City, Billboard Media, LLC., 2 juillet 2016.
- (en) Tere Aguilera, « Banda MS Manager Says 5 Minutes Could Have Cost Alan Ramirez His Life After Shooting », sur Billboard, Billboard, New York City, Billboard Media, LLC., 6 juillet 2016.
- (en) AFP Mexico City, « ‘Narcocorrido’ singer shot in Mexico City : The shooting occurred early on Saturday morning outside a Polanco hotel. », sur Indian Express, Indian Express, Noida, Uttar Pradesh, India, The Indian Express Ltd, 3 juillet 2016.
- (es) Mirna Servín Vega, « Descarta la Procuraduría capitalina un ataque directo a Alan Ramírez : El vocalista de la banda MS se recupera de la herida de bala », sur La Jornada, La Jornada, Ciudad de México, DEMOS, Desarrollo de Medios, S.A. de C.V., 4 juillet 2016.
- (es) NTX, « Muere fundador y vocalista de Los Canelos de Durango », sur Informador.mx, El Informador, Noticias de Jalisco, Jalisco, Unión Editorialista, S.A. de C.V, 9 septembre 2011.
- (es) Notimex/Sara Eva Pérez, « Alan Ramírez se recupera; aún sin fecha para reaparecer con Banda MS », sur 20 Minutos, 20 minutos / Gente Televisión, Ciudad de México, 20 Minutos Editora, S.L., 13 juillet 2016.
- (es) Isis Sauceda, « Alan Ramírez, vocalista de Banda MS, comparte su emoción al regresar a los escenarios luego de ser baleado : El cantante Alan Ramírez contuvo las lágrimas al regresar a los escenarios luego de haber sido baleado en julio. », sur People en Español, People en Español, Los Angeles, Meredith Corporation - Meredith Latino Network, 13 août 2016.
- (es) Gladis Balbastro, « ¡De Banda el Recodo a la Banda MS! Este músico se cambió de agrupación : Inmediatamente sus conocidos músicos famosos llenaron la publicación de buenos comentarios », sur El Heraldo de México, El Heraldo de México, Ciudad de México, Operadora y Administradora de Información y Editorial, S.A. de C.V., 21 août 2021.
- (es) David Castro, « Una foto de anoche con doble festejo, mi primer presentación con @bandamsoficial y celebrando mi cumpleaños », sur Instagram, 30 septembre 2017.
- (es) Vick Sierra, « Hoy oficialmente nos hemos integrado a @bandamsoficial », sur Instagram, 30 septembre 2017.
- (es) Jazuara Salas, « Viene Banda MS “Con todas las fuerzas” », sur Sintesis Digital, Puebla, Periodística Síntesis SA DE CV, 4 juin 2019.
- (es) Alan Ramirez, « Inicios de Banda Ms junio/20/2003 desde restaurante de Mazatlán Sinaloa », sur Alan Ramirez Lizos Music, Mazatlan, Facebook watch, 10 juin 2021.
- (es) EFE, « El condado de San Diego declara el ‘Día de Banda MS’ » [html], Entretenimiento, sur Los Angeles Times, L. A. Times, California Times, 12 octobre 2021.
- (es) Associated Press, « Lista de nominados a Premio Lo Nuestro 2014 » [html], sur 20 Minutos, 20minutos.com USA, Zaragoza, 20 Minutos Editora, S.L., 5 décembre 2013.
- (en) Billboard Staff, « Billboard Latin Music Awards: Complete List of 2014 Finalists » [html], sur Billboard, Billboard, New York City, Billboard Media, LLC/Penske Media Corporation, 2 mai 2014.
- (es) Notimex, « Apasiona a músico de la Banda MS tocar la tuba » [html], sur 20 Minutos, 20minutos Edición México, Zaragoza, 20 Minutos Editora, S.L., 20 novembre 2016.
- (es) Belén Eligio, « Banda MS desborda en el cierre el Vive Latino » [html], sur El Sol de León, El Sol de México, León de los Aldama, Organización Editorial Mexicana, 21 mars 2022.
- (es) Sonia Jimenez, « Sancarleño Henry Jiménez agradecido por abrir concierto con Jessi Uribe y Banda MS » [html], sur La Región, La Región, Ciudad Quesada, San Carlos, Costa Rica, 23 mars 2022.
- (es) Angelina Albarrán, « Emiliano Coronel, orgulloso de sus raíces morelenses : El bajista de la Banda MS es oriundo de Zacatepec, él cree que la música evitará que los jóvenes caigan en "malas tentaciones » [html], sur El Sol de Cuernavaca, El Sol de Cuernavaca, Cuernavaca, Organización Editorial Mexicana, 26 avril 2022.
- (es) Columnistas de Veracruz, « Eu sei que eu vou tocar, Vladimir Coronel » [html], sur Formato Siete, Formato Siete, Xalapa, Formato Siete, 19 septembre 2016.
- (es) Yuriria Estela Robles Aguayo, « Sorteo Zodiaco exalta la expresión musical de la Banda MS » [html], Comunicados, sur Lotería Nacional, Prensa, Ciudad de México, Lotería Nacional para la Asistencia Pública, 7 novembre 2021.
- (en) Leila Cobo, « Bad Bunny Wins Big at 2021 Billboard Latin Music Awards: Full Winners List » [html], Latin, sur Billboard, Billboard, Los Angeles, Billboard Media, LLC, Penske Media Corporation, 23 septembre 2021.
- (es) « Ellos son los ganadores de los Spotify Awards 2020 » [html], sur Milenio Digital, Ciudad de México, Milenio Diario, S.A. de C.V., 5 mars 2020.
- (es) Sandra G. Gómez, « Saldo blanco en concierto masivo de la Banda MS en Torreón » [html], sur Vanguardia, Periódico Vanguardia, Saltillo, Vanguardia, 16 septembre 2022.
- (es) Javier Angulo, « Los diez artistas de música mexicana más escuchados en Spotify en 2022 » [html], sur SoundPark, Sound Park, Culiacán, debatemedia, 15 septembre 2022.